# Olga Michaelová
Svatá Olga Michaelová (1916–1979, rozená Arrsamquq), někdy s přídomkem z Quethluku, matka Olga či máťuška Olga nebo svatá Olga Aljašská, byla první ženou Severní Ameriky prohlášenou za svatou v pravoslavné církvi.

## Život
Narodila se jako příslušnice národa Jupiků na Aljašce. Později se provdala za místního lovce a rybáře Nikolaje Michaela, který rovněž vedl obchod a později se stal pravoslavným knězem. Z jejich manželství vzešlo  třináct dětí, ale pouze osm se jich dožilo dospělosti.
Pracovala jako porodní asistentka a svou odbornou i duchovní péči věnovala především ženám, které zažily znásilnění, sexuální zneužívání v dětství nebo domácí násilí. Jako prostředek pastorace používala především tradiční aljašskou saunu. Spojovala kromě pravoslavné víry i prvky domorodé tradice.
Byla pohřbena 10. listopadu 1979. 
Olga Michaelová byla svatořečena dne 8. listopadu 2023 v Chicagu a stala se tak první pravoslavnou světicí Severní Ameriky. 

## Uctívání a ikonografie
Na řadě ikon drží svatá Olga Aljašská svitek s nápisem: „I z největšího zpustošení dokáže Bůh učinit ohromnou krásu.“ Tento výrok pochází od ženy ze státu New York, která se se světicí nikdy osobně nesetkala. Údajně se jí světice s těmito slovy zjevila ve snu a uzdravila ji z následků sexuálního zneužívání, jemuž byla žena vystavena v dětství.